# Маттео Ґарроне
Матте́о Ґарро́не (фр. Matteo Garrone; нар. 15 жовтня 1968, Рим, Італія) — італійський кінорежисер, сценарист та кінопродюсер. Лауреат національної кінопремії Давид ді Донателло 2009 року в номінації найкращий фільм (Ґоморра), двічі володар Гран-прі Каннського кінофестивалю за фільми «Ґоморра» (2008) та «Реальність» (2012).

## Біографія
Народився в Римі, син театрального критика Ніко Ґарроне. Після закінчення школи мистецтв працював помічником оператора, з 1986 до 1995 працював художником.
За перший короткометражний фільм «Силует» Ґарроне отримав Sacher d'Oro — премію, яку спонсорує знаменитий італійський режисер і сценарист Нанні Моретті. У 1997 році режисер знімає свій перший повнометражний фільм «Середземномор'я», в якому одним з трьох епізодів став фільм «Силует».
Визнання критиків прийшло до Ґарроне після фільму «Таксидерміст» за який він отримав премію Давид ді Донателло e номінації за найкращий сценарій. Фільм став поворотним моментом в кар'єрі режисера.
Світовий успіх приніс режисерові фільм Ґоморра, знятий за однойменною книгою Роберто Савіано. Стрічка розповідає про те, як злочинні угрупування впливають на життя звичайних людей в сучасній Італії. Фільм отримав Гран-прі Каннського кінофестивалю в 2008 році, нагороди Європейської кіноакадемії за найкращий фільм, режисерську роботу та сценарій, а також був номінований на премію «Золотий глобус». Увагу критиків і усієї світової спільноти привернуло те, як достовірно-похмуро режисер показав сучасне італійське суспільство. Після цього фільму багато критиків почали говорити про відродження італійського кінематографу, а самого Ґарроне стали називати спадкоємцем традицій неореалізму.
У 2012 році Ґарроне знову отримує Гран-прі Каннського кінофестивалю за фільм «Реальність» .

2013 році зфільмував рекламний ролик для Bulgari з Еріком Бана у головній ролі.
У 2015 році перший англомовний фільм Маттео Ґарроне «Казка казок» став одним з трьох італійських фільмів, що потрапили до основного конкурсу 68-го Каннського кінофестивалю.

## Фільмографія
| Рік  |   | Українська назва                  | Оригінальна назва                     | Роль                         |
| ---- | - | --------------------------------- | ------------------------------------- | ---------------------------- |
| 1996 | ф | Силует                            | Silhouette                            | режисер, сценарист           |
| 1996 | ф | Середземномор'я                   | Terra di mezzo                        | режисер, сценарист           |
| 1998 | ф | Оресте Піполо, весільний фотограф | Oreste Pipolo, fotografo di matrimoni | режисер, сценарист           |
| 1998 | ф | Гості                             | Ospiti                                | режисер, сценарист           |
| 2000 | ф | Римське літо                      | Estate romana                         | режисер, сценарист           |
| 2002 | ф | Таксидерміст                      | L'imbalsamatore                       | режисер, сценарист           |
| 2004 | ф | Перше кохання                     | Primo amore                           | режисер, сценарист           |
| 2008 | ф | Ґоморра                           | Gomorra                               | режисер, сценарист           |
| 2012 | ф | Реальність                        | Reality                               | режисер, сценарист           |
| 2015 | ф | Казка казок                       | The Tale of Tales                     | режисер, сценарист           |
| 2018 | ф | Догмен                            | Dogman                                | режисер, сценарист           |
| 2019 | ф | Піноккіо                          | Pinocchio                             | режисер, сценарист, продюсер |
| 2023 | ф | Я — капітан                       | Io capitano                           | режисер, сценарист, продюсер |

## Визнання
| Рік                                               | Категорія                                                    | Фільм                    | Результат |
| ------------------------------------------------- | ------------------------------------------------------------ | ------------------------ | --------- |
| Італійський національний синдикат кіножурналістів |                                                              |                          |           |
| 1998                                              | Премія «Срібна стрічка» найкращому новому режисерові         | Середземномор'я          | Номінація |
| 2003                                              | Премія «Срібна стрічка» за найкращу режисерську роботу       | Таксидерміст             | Номінація |
| 2018                                              | Премія «Срібна стрічка» за найкращий фільм                   | Собачник                 | Перемога  |
| 2018                                              | Премія «Срібна стрічка» за найкращу режисерську роботу       | Собачник                 | Перемога  |
| 2018                                              | Премія «Срібна стрічка» найкращому продюсерові               | Собачник                 | Перемога  |
| 2018                                              | Премія «Срібна стрічка» за найкращий сценарій                | Собачник                 | Номінація |
| Золотий глобус                                    |                                                              |                          |           |
| 2003                                              | Найкращий фільм                                              | Таксидерміст             | Номінація |
| 2009                                              | Найкращий фільм                                              | Ґоморра                  | Перемога  |
| 2009                                              | Найкращий режисер                                            | Ґоморра                  | Номінація |
| 2009                                              | Найкращий сценарій                                           | Ґоморра                  | Номінація |
| Премія «Давид ді Донателло»                       |                                                              |                          |           |
| 2003                                              | Найкращий режисер                                            | Таксидерміст             | Номінація |
| 2004                                              | Найкращий режисер                                            | Перше кохання            | Номінація |
| 2009                                              | Найкращий режисер                                            | Ґоморра                  | Перемога  |
| 2009                                              | Найкращий продюсер                                           | Ґоморра                  | Номінація |
| 2019                                              | Найкращий фільм                                              | Догмен                   | Перемога  |
| 2019                                              | Найкращий режисер                                            | Догмен                   | Перемога  |
| 2019                                              | Найкращий оригінальний сценарій                              | Догмен (у співавторстві) | Перемога  |
| Берлінський міжнародний кінофестиваль             |                                                              |                          |           |
| 2004                                              | Золотий ведмідь                                              | Перше кохання            | Номінація |
| 2013                                              | Найкращий режисер                                            | Реальність               | Номінація |
| Каннський кінофестиваль                           |                                                              |                          |           |
| 2008                                              | Золота пальмова гілка                                        | Ґоморра                  | Номінація |
| 2008                                              | Гран-прі журі                                                | Ґоморра                  | Перемога  |
| 2012                                              | Золота пальмова гілка                                        | Реальність               | Номінація |
| 2012                                              | Гран-прі журі                                                | Реальність               | Перемога  |
| 2015                                              | Золота пальмова гілка                                        | Казка казок              | Номінація |
| 2018                                              | Золота пальмова гілка                                        | Догмен                   | Номінація |
| Премія «Сезар»                                    |                                                              |                          |           |
| 2008                                              | Найкращий фільм іноземною мовою                              | Ґоморра                  | Номінація |
| Премія Європейської кіноакадемії                  |                                                              |                          |           |
| 2008                                              | Найкращий режисер                                            | Ґоморра                  | Перемога  |
| 2008                                              | Найкращий сценарій                                           | Ґоморра                  | Перемога  |
| 2018                                              | Найкращий фільм                                              | Догмен                   | Номінація |
| 2018                                              | Найкращий режисер                                            | Догмен                   | Номінація |
| 2018                                              | Найкращий сценарист (спільно з Уго Кіті та Массімо Гаудіозо) | Догмен                   | Номінація |